# Artah
Artâh est une ancienne ville fortifiée de Syrie, qui fait partie du système de défense d'Antioche outre-Oronte. Elle est le théâtre de plusieurs batailles pendant les croisades, notamment la victoire de Tancrède de Hauteville  sur Ridwan d'Alep le 20 avril 1105 (appelée aussi bataille de Tizin) et la victoire de Nur ad-Din sur les forces des croisés coalisés le 11 août 1164 (appelée aussi bataille de Harim).